# آرماندو ویلانووا
آرماندو ویلانووا (به اسپانیایی: Armando Villanueva) (زاده ۲۵ نوامبر ۱۹۱۵ – درگذشته ۱۴ آوریل ۲۰۱۳) سیاست‌مدار اهل پرو بود. وی از ۱۷ مه ۱۹۸۸ تا ۱۵ مه ۱۹۸۹ نخست‌وزیر این کشور بود.
آرماندو ویلانووا در ۱۴ آوریل ۲۰۱۳، در سن ۹۷ سالگی درگذشت.